# Collecte pneumatique des déchets
La collecte pneumatique des déchets est, dans le cadre général de la gestion des déchets, un type de système de collecte des déchets utilisant un réseau pneumatique.

## Fonctionnement

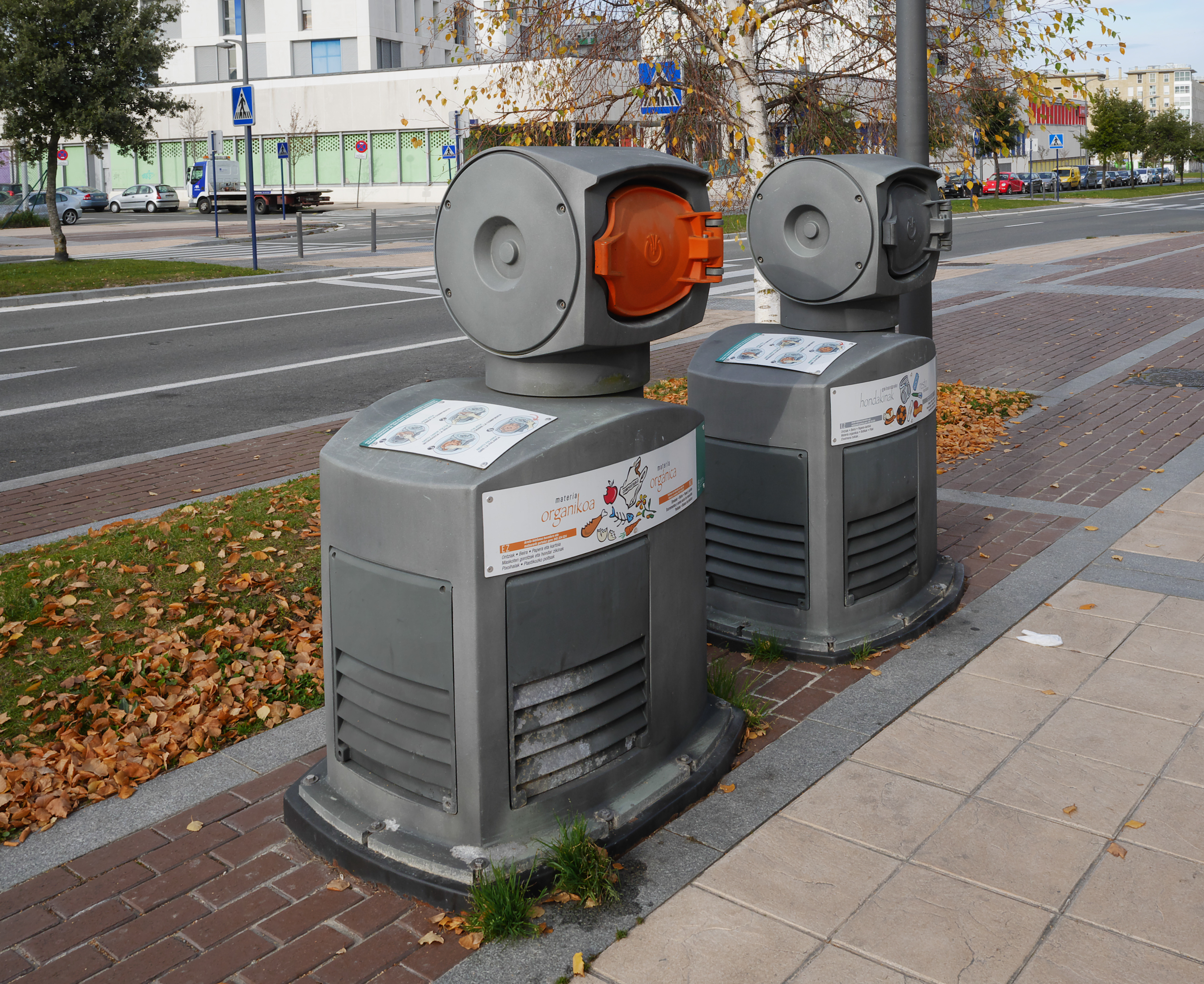
Collecte pneumatique des déchets à Vitoria-Gasteiz, Pays Basque, Espagne

Le principe de la collecte pneumatique des déchets repose sur la mise à disposition des générateurs et détenteurs de déchets d'un réseau de collecte, aspirant par dépression les déchets qui y sont versés. Ils sont alors collectés en un point centralisateur, puis expédiés vers les filières de gestion des déchets.
Le fonctionnement d'un réseau de collecte pneumatique des déchets s'articule autour de quatre organes principaux :
- La centrale d'aspiration : il s'agit de l'organe générant la mise en dépression du réseau.
- Les tubes : c'est le réseau assurant le transport des déchets collectés.
- Les points de collectes : ce sont les points où sont jetés les déchets à collecter.
- La centrale de collecte : station terminale du réseau, les déchets collectés y sont rassemblés avant d'être expédiés vers leur destination finale (décharge, centre de tri, incinérateur d'ordures ménagères, etc.)

Par rapport à la collecte classique par bennes automobiles, ce système présente l'avantage d'être disponible 24 heures sur 24 et de limiter les nuisances sonores et olfactives, il présente un coût d'investissement élevé et consomme beaucoup d'énergie pour alimenter le réseau d'aspiration.

## Exemples

### En France
- Réseaux actifs
  - Romainville (Seine-Saint-Denis) - 2 600 logements desservis - ouvert le 15 octobre 2011. Le magazine Est Ensemble de juin 2023 annonce une fin progressive du dispositif. L’expérience « s’avère coûteuse, ne favorise pas le tri et reste inadaptée » selon le magazine. Ces conclusions font suite à un audit citoyen et des études techniques réalisées en 2020.
  - Issy-les-Moulineaux (Hauts-de-Seine)
  - Vitry-sur-Seine (Val-de-Marne)
  - Écoquartier des Docks, Saint-Ouen (Seine-Saint-Denis) - 6 km de réseau, 143 points de collecte, une centrale d'aspiration - ouverture en 2014.

- Réseaux abandonnés
  - La Villeneuve, Grenoble (Isère) - fermé en 2012.
  - Les Batignolles (Paris 17e) - En 2024, soit dix ans après son lancement, le système s'avère inefficace en matière de performance de tri. Pour le renouvellement du marché, l'opérateur chargé du marché ne propose pas d'offre et le seul postulant propose un tarif six fois supérieur à celui d'une collecte traditionnelle par camion-benne. La chambre régionale des comptes évalue le montant du projet à 20 millions d'euros[2],[3].

### Ailleurs
- Barcelone
- Monaco[4]